# Angry Birds Transformers
Angry Birds Transformers è un videogioco rompicapo sviluppato  dall'azienda finlandese Rovio Entertainment in collaborazione con la Hasbro Gaming. 
Si tratta di un crossover tra Angry Birds e Transformers ed è stato annunciato da Rovio e IDW Publishing durante il San Diego Comic-Con del 2014.
Il gioco, così come gli ultimi tre capitoli sviluppati dalla Rovio, sfrutterà la tecnologia Hasbro dei Telepods che consente di ottenere bonus in-game tramite la scansione di un codice QR che è possibile trovare all'interno dei prodotti appartenenti alla linea di giocattoli basata sul videogame.
Il gioco è gratuito ed è uscito il 15 ottobre 2014 per sistemi iOS, il 30 ottobre 2014 per sistemi Android, mentre per i sistemi Windows Phone non è mai stato reso disponibile.

## Scenari
- Spiaggia: È il primo scenario del gioco. A volte è presente una grotta.
- Foresta: Qui sono presenti molti alberi.
- Deserto: Questo scenario è circondato da rocce e sono presenti dei ponti per attraversare burroni.
- Fiume: Ambientato vicino ad un fiume, non sono rari maiali che sparano uscendo dall'acqua. Qui inoltre vi sono portali che rallentano o velocizzano il tempo.
- Città dei maiali: È dove vivono i maiali. Ci sono dei fari rossi che bisogna obbligatoriamente distruggere per far apparire piattaforme che vi impediranno di cadere nei burroni.

.

## Nemici
◾Maiale semplice: I nemici più comuni del gioco. Alcuni sono armati di pistole laser, lanciamissili ecc., mentre altri sono disarmati. Inoltre hanno una difesa variabile, in base alla loro uniforme. Possono essere sia presenti sulla scena o sulle costruzioni, sia essere volanti. In quest'ultimo caso possono avere tre modalità di attacco. La prima è quella semplice con le varie armi a loro disposizione, la seconda è schiantandosi contro il giocatore, danneggiando i suoi punti vita mentre la terza è una particolare prerogativa di alcuni maiali semplici che compaiono scendendo dal cielo attaccati ad un palloncino e imbottiti di esplosivo cercando anche spostandosi diagonalmente, di abbattersi sul giocatore.
◾Missili: Vengono lanciati da una piattaforma, basta un colpo per distruggerli ma se colpiscono il giocatore lo rendono completamente vulnerabile e non si può eseguire nessuna azione. Inizialmente di una sola tipologia (rossi) dalla versione 1.7.0 il range è stato ampliato e ogni colore corrisponde ad un diverso effetto. Quelli rossi e quelli gialli, infatti, trasformano per pochi secondi il giocatore in una lavatrice saltellante, quelli multicolor invece sono l'unica tipologia di missile che può avere un doppio effetto a seconda del fatto che colpisca il giocatore o venga abbattuto. Nel primo caso, infatti, scompongono per pochi secondi il Transformer, riassemblandolo in maniera buffa ed emettendo un suono simile ad un computer malfunzionante mentre nel secondo, generano dei campi di energia elettrica che vanno ad avvolgere gli altri missili, i maiali di scena e i maiali volanti rendendoli a loro volta vulnerabili e incapaci di attaccare.
◾Ovobot: Questo robot enorme lancia meteore indistruttibili che talvolta possono mancare il bersaglio. Non sono frequentissimi, ma hanno molta vita e se si riesce a distruggerne uno, ogni cosa presente sullo schermo eccetto i totem in quel momento si distrugge.
◾Totem: Dalle fauci incandescenti, questi nemici sono imprevedibili. Alcuni rimangono immobili al tuo passaggio, mentre altri cercheranno avvolgerti con la loro bocca di fuoco. L'unico modo per evitarli è trasformarsi in veicolo e fuggire, inoltre non possono essere distrutti.